# Pfarrhaus (Schwabmühlhausen)

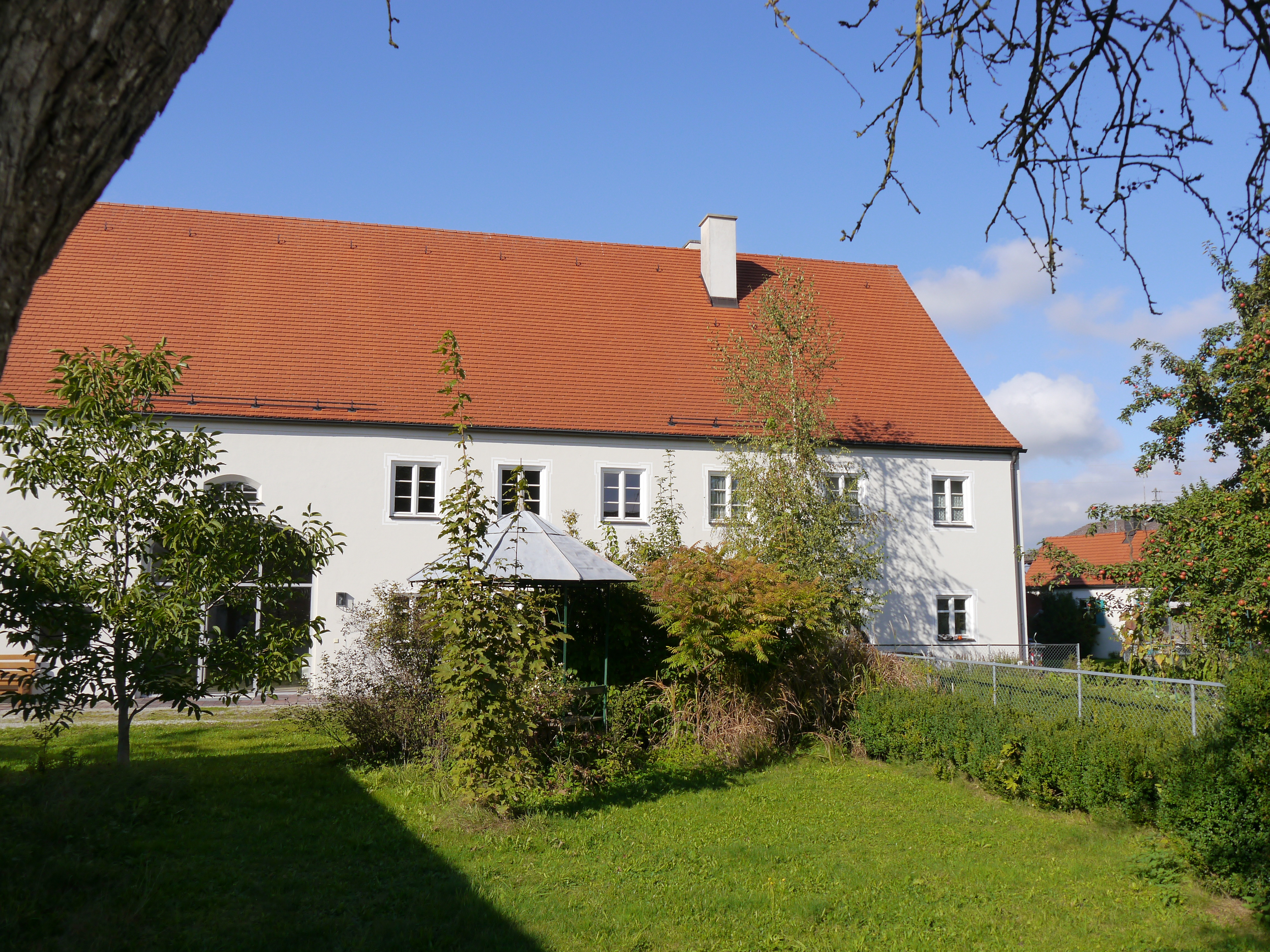
Ehemaliges Pfarrhaus in Schwabmühlhausen

Das Pfarrhaus in Schwabmühlhausen, einem Gemeindeteil von Langerringen im Landkreis Augsburg im bayerischen Regierungsbezirk Schwaben, wurde um 1730 errichtet. Das ehemalige Pfarrhaus am Kirchberg 10, nördlich der katholischen Pfarrkirche St. Martin, ist ein geschütztes Baudenkmal.
Der zweigeschossige Mittertennbau mit Satteldach besitzt ein Ökonomiegebäude, das modern verändert wurde.